# Herman Hardenberg
Herman Hardenberg ('s-Gravenhage, 11 juli 1901 - Ukkel (België), 18 april 1976) was algemene rijksarchivaris.

## Biografie
Hardenberg werd in 1901 in Den Haag geboren als zoon van de eerste luitenant der infanterie - en latere generaal-majoor - Herman Karel Hardenberg (1874-1945) en diens eerste echtgenote Geertruida Maria Petronella Aalbersberg (1871-1919). Na een afgebroken studie aan de Technische Universiteit Delft ging hij in 1921 rechten studeren aan de Universiteit Leiden. Na zijn afstuderen in 1926 was hij eerst werkzaam bij het consulaat-generaal der Nederlanden in Parijs en daarna bij Philips in Eindhoven. In 1931 trad hij in dienst bij het Algemeen Rijksarchief. Hij doorliep bij het rijksarchief een ambtelijke carrière. Van 1937 tot 1946 was hij adjunct-commies-chartermeester bij het rijksarchief in Limburg te Maastricht. In 1946 keerde hij terug naar Den Haag en in 1953 volgde hij Dirk Graswinckel op als algemene rijksarchivaris. In de tijd dat hij algemene rijksarchivaris was kwam er in 1962 een nieuwe Archiefwet tot stand. Hardenberg spande zich in voor de heroprichting van de Rijksarchiefschool. Ook droeg hij zorg voor de voorbereiding van de nieuwbouw van het rijksarchief. In 1966 ging hij met pensioen.
Hardenberg trouwde op 5 september 1940 met Eugénie Teepe (1909). Uit hun huwelijk werden twee dochters geboren. Hij overleed in april 1976 op 74-jarige leeftijd tijdens een bezoek aan zijn dochter in Ukkel. Hardenberg was Ridder in de Orde van de Nederlandse Leeuw.